# Eats Everything
Daniel Pearce, mieux connu sous le nom de scène Eats Everything, est un producteur et DJ britannique de techno. Il se fait connaître en 2011 avec la sortie de Entrance Song sur Pets Recordings. Depuis, il est acclamé par la critique pour un certain nombre de sorties en solo sur Dirtybird, Hypercolour et Futureboogie.

## Biographie
Pierce commence sa carrière de DJ à Infamous/Heresy au club Loco Bristol, et est rapidement placé de façon permanente en tant que résident pour la nuit de Bristol Ripsnorter et Scream au début des années 2000, tout en jouant quelques concerts en Europe. 2010 voit ses premières sorties et remixes sur des labels indépendants, y compris Venga Digital et Wearhouse Music.
Depuis 2011, il joue à Fabric, DC10, Amnesia, The Warehouse Project et Space, ainsi que dans des festivals tels que Glastonbury, Bestival, Creamfields et Secret Garden Party. Toujours en 2011, Pierce reçoit le prix du « meilleur producteur de l'année » dans le cadre du Best of British Award de DJ Magazine. Lors du concert de Disclosure à l'Alexandra Palace début décembre 2015, Eats Everything a assuré la première partie.
En décembre 2012, il est la plus grande nouvelle entrée dans le prestigieux Top 100 DJs Poll de Resident Advisor, se classant à la 13e place. En 2012, il remporte le titre de « meilleur DJ britannique » lors des Best of British Awards de DJ Magazine. En décembre 2012, il est la meilleure nouvelle entrée dans le Top 100 DJs Poll de Resident Advisor, se classant à la 13e place.
Pierce sort une série de disques sur Pets Recordings, Dirtybird, Hypercolour, Futureboogie et Crosstown Rebels, ainsi que des remixes pour Adam F, Jamie Jones, Totally Enormous Extinct Dinosaurs, Chicken Lips, X-Press 2, The Streets et Four Tet.
En 2014, il joue une résidence de trois mois au XOYO à Londres. En 2012, il remporte le titre de « meilleur DJ britannique » lors des Best of British Awards de DJ Magazine.

## Discographie

### EP
- 2011 : Entrance Song (Pets)
- 2011 : Eats Everything (Dirtybird)
- 2012 : Vertigo / Trubble (Dirtybird)
- 2012 : Jagged Elbow (Pets)
- 2012 : Slow For Me (Futureboogie)
- 2013 : Early Bites (Southern Fried Records)
- 2014 : Reworks (Pets)

### Singles

#### En solo
- 2020 : Honey (FFRR)

#### Collaborations
- 2011 : Worthy and Eats Everything - Tric Trac (Dirtybird)
- 2012 : Idiotproof and Eats Everything - African Love EP (Jackmode Music)
- 2013 : Teed and Eats Everything - Lion, The Lion (Crosstown Rebels)
- 2013 : Justin Martin and Eats Everything - Feather Flight (Hypercolour)
- 2013 : Justin Martin and Eats Everything - The Gettup (Dirtybird)
- 2013 : Catz Eats Dogz - Stinky Lollipop EP (Pets)
- 2015 : Eats Everything featuring Tiga and Audion - Dancing (Again!) (Method White)
- 2016 : Big Discs EP (Pets)
- 2020 : Fatboy Slim and Eats Everything - All the Ladies (Southern Fried Records)[10]
- 2024 : Eats Everything featuring Stevie Appleton - Happy People (Three Six Zero Recordings)[11]

### Mixes DJ
- RA.316 (Resident Advisor)[12]
- Fabric 86 (Fabric (Londres))[13]